# Поул Тюманн
Поул Тюманн (дан. Poul Thymann, 10 травня 1888 — 12 жовтня 1971) — данський академічний веслувальник.
Бронзовий призер Олімпійських Ігор 1912 року в складі розпашної четвірки зі стерновим.